# Carrhotus malayanus
Carrhotus malayanus là một loài nhện trong họ Salticidae. Loài này được phát hiện ở Malaysia.